# 迪勃拉
迪勃拉，是阿爾巴尼亞东北部第巴爾州的一个市镇，處於德林河中游，行政中心为佩什科比。市镇面积为937.88平方公里，人口数量为61,619人（2011年）。